# 完者不花
完者不花（?—?），元朝大臣，又作完不花、完卜花，元惠宗时中书平章政事。
至正十六年（1356年），完者不花担任参知政事。至正十七年（1357年），升任中书平章政事，兼大司农。至正二十年（1360年），完者不花罢职。至正二十三年（1363年），再次担任中书省平章政事。